# It's Too Late to Stop Now
| Recensione                        | Giudizio     |
| --------------------------------- | ------------ |
| AllMusic                          |              |
| Robert Christgau                  | A            |
| The New Rolling Stone Album Guide | [ 3 ]        |
| Sputnikmusic                      | 4.4 (Superb) |
| Debaser                           | [ 5 ]        |
| Ondarock                          | [ 6 ]        |
| Dizionario del Pop-Rock           | [ 7 ]        |
| 24.000 dischi                     | [ 8 ]        |

It's Too Late to Stop Now è un album dal vivo del cantautore britannico Van Morrison, pubblicato nel febbraio del 1974. ITLTSN è generalmente considerato come uno dei migliori concerti rock di sempre.

## Il disco
Si tratta di un doppio album registrato nel corso di tre concerti tenuti tra maggio e giugno 1973 a Los Angeles, Santa Monica e Londra.
L'album è stato ripubblicato nel gennaio 2008.

## Tracce

### Doppio LP
Lato A (S40,673)
Testi e musiche di Van Morrison, eccetto dove indicato.
1. Ain't Nothin' You Can Do – 3:36 (Deadric Malone, Joseph Scott)
2. Warm Love – 3:03
3. Into the Mystic – 4:28
4. These Dreams of You – 3:31
5. I Believe to My Soul – 4:00 (Ray Charles)

Lato B (S40,674)
Testi e musiche di Van Morrison, eccetto dove indicato.
1. I've Been Working – 3:50
2. Help Me – 3:00 (Sonny Boy Williamson II)
3. Wild Children – 4:54
4. Domino – 4:28
5. I Just Want to Make Love to You – 4:45 (M. Dixon, Willie Dixon)

Lato C (S40, 675)
Testi e musiche di Van Morrison, eccetto dove indicato.
1. Bring It On Home to Me – 4:26 (Sam Cooke)
2. Saint Domnic's Preview – 6:13
3. Take Your Hand Out of My Pocket – 3:58 (Sonny Boy Williamson II)
4. Listen to the Lion – 8:25

Lato D (S40, 676)
Testi e musiche di Van Morrison, eccetto dove indicato.
1. Here Comes the Night – 3:12 (Bert Berns)
2. Gloria – 3:53
3. Caravan – 8:45
4. Cypress Avenue – 9:25

### Doppio CD
Edizione doppio CD del 2008, pubblicato dalla Polydor Records (530 545-5)
CD 1
Testi e musiche di Van Morrison, eccetto dove indicato.
1. Ain't Nothin' You Can Do – 3:47 (Deadric Malone, Joseph Scott)
2. Warm Love – 3:04
3. Into the Mystic – 4:31
4. These Dreams of You – 3:36
5. I Believe to My Soul – 4:08 (Ray Charles)
6. I've Been Working – 3:55
7. Help Me – 3:25 (Sonny Boy Williamson II)
8. Wild Children – 5:04
9. Domino – 4:47
10. I Just Want to Make Love to You – 5:14 (Willie Dixon)

CD 2
Testi e musiche di Van Morrison, eccetto dove indicato.
1. Bring It On Home to Me – 4:41 (Sam Cooke)
2. Saint Domnic's Preview – 6:17
3. Take Your Hand Out of My Pocket – 4:04 (Sonny Boy Williamson II)
4. Listen to the Lion – 8:43
5. Here Comes the Night – 3:13 (Bert Berns)
6. Gloria – 4:14
7. Caravan – 9:20
8. Cypress Avenue – 10:19
9. Brown Eyed Girl – 3:24 – Traccia bonus

## Musicisti
- Van Morrison - voce

The Caledonia Soul Orchestra
- John Platania - chitarra
- Jeff Labes - pianoforte, organo, arrangiamento strumenti ad arco
- David Hayes - basso
- Dahaud Shaar - batteria
- Jack Schoer - sassofoni, arrangiamento strumenti a fiato
- Bill Atwood - tromba
- Nathan Rubin - violino
- Tim Kovatch - violino
- Tom Halpin - violino
- Nancy Ellis - viola
- Terry Adams - violoncello

Note aggiuntive
- Van Morrison - produttore (per la Exile Productions Ltd.)
- Ted Templeman - produttore
- Registrazioni effettuate dal vivo (24 giugno-24 luglio, 1973) al: Troubadour, Los Angeles, California; Santa Monica Civic Auditorium, Santa Monica, California; Rainbow Theater, Londra (Inghilterra)
- Registrato e mixato da Donn Landee con l'attrezzatura fornita da: Wally Heiders Remote Truck (negli Stati Uniti)
- Myles Wiener - assistente ingegnere delle registrazioni (al Troubadour)
- Jack Crymes - assistente ingegnere delle registrazioni (al Troubadour)
- Gabby Garcia - assistente ingegnere delle registrazioni (al Troubadour)
- Chris Chigaridas -  assistente ingegnere delle registrazioni (al Santa Monica Civic Auditorium)
- Bill Broms - assistente ingegnere delle registrazioni (al Santa Monica Civic Auditorium)
- Pye Recording (a Londra, Inghilterra)
- Bob Harper - assistente ingegnere delle registrazioni
- Ed Caraeff e David Larkham - art direction copertina album
- Ed Caraeff e Connie Root - fotografie copertina album
- David Larkham - design[11]

## Classifica
Album
| Anno | Classifica    | Posizione raggiunta |
| ---- | ------------- | ------------------- |
| 1974 | Billboard 200 | 53                  |